# Epicauta heterodera
Epicauta heterodera — вид жуков семейства нарывников.

## Распространение
Ареал вида протягивается от берегов штата Миссисипи до Джорджии и на юг во Флориду в округ Оцеола.

## Экология
Время лёта жука с сентября по ноябрь. Встречается на гелениуме (Helenium).